# سميرنا (جورجيا)
سميرنا (بالإنجليزية: Smyrna, Georgia)‏ هي مدينة تقع في مقاطعة كوب، جورجيا بولاية جورجيا في الولايات المتحدة. تبلغ مساحة هذه المدينة 41.4 (كم²)، وترتفع عن سطح البحر 323 م، بلغ عدد سكانها 52650 نسمة في عام 2010 حسب إحصاء مكتب تعداد الولايات المتحدة.

## التركيبة السكانية
حدّد مكتب تعداد الولايات المتحدة بيانات التركيبة السكانية لسميرنا في تعداد الولايات المتحدة. في ما يلي، التركيبة السكانية حسب تعدادي 2000 و2010.

### تعداد عام 2000
بلغ عدد سكان سميرنا 40,999 نسمة بحسب تعداد عام 2000، وبلغ عدد الأسر 18,372 أسرة وعدد العائلات 9,499 عائلة مقيمة في المدينة. في حين سجلت الكثافة السكانية 1,015.3 نسمة لكل كيلومتر مربع (2,629.6/ميل2). وبلغ عدد الوحدات السكنية 19,633 وحدة بمتوسط كثافة قدره 486.2 لكل كيلومتر مربع (1,259.3/ميل2).
وتوزع التركيب العرقي للمدينة بنسبة 59.44% من البيض و27.19% من الأمريكيين الأفارقة و0.41% من الأمريكيين الأصليين و3.92% من الأمريكيين ذوي الأصول الآسيوية و0.03% من سكان جزر المحيط الهادئ و6.61% من الأعراق الأخرى و2.40% من عرقين مختلطين أو أكثر و13.80% من الهسبانيون أو اللاتينيون من أي عرق.
بلغ عدد الأسر 18,372 أسرة كانت نسبة 25.2% منها لديها أطفال تحت سن الثامنة عشر تعيش معهم، وبلغت نسبة الأزواج القاطنين مع بعضهم البعض 36.2% من أصل المجموع الكلي للأسر، ونسبة 11.4% من الأسر كان لديها معيلات من الإناث دون وجود شريك،  بينما كانت نسبة 4.1% من الأسر لديها معيلون من الذكور دون وجود شريكة وكانت نسبة 48.3% من غير العائلات. تألفت نسبة 37.5% من أصل جميع الأسر من عدة أفراد يعيشون في نفس المنزل ونسبة 5.5% كانت تتألف من شخص يعيش بمفرده يبلغ من العمر 65 عاماً أو أكثر. وبلغ متوسط حجم الأسرة المعيشية 2.21، أما متوسط حجم العائلات فبلغ 2.92.
بلغ العمر الوسطي للسكان 32.0 عاماً. وكانت نسبة 19.5% من القاطنين تحت سن الثامنة عشر، وكانت نسبة 10.8% بين الثامنة عشر والرابعة والعشرين عاماً، ونسبة 43.6% كانت واقعةً في الفئة العمرية ما بين الخامسة والعشرين والرابعة والأربعين عاماً، ونسبة 17.5% كانت ما بين الخامسة والأربعين والرابعة والستين، ونسبة 7.5% كانت ضمن فئة الخامسة والستين عاماً فما فوق. يوجد لكل 100 أنثى 95.8 ذكر، ويوجد لكل 100 أنثى في الثامنة عشر من عمرها فما فوق 93.1 ذكر.
بلغ متوسط دخل الأسرة في المدينة 48,415 دولارًا، أما متوسط دخل العائلة فبلغ 55,430 دولارًا. وكان متوسط دخل الذكور 39,729 دولارًا مقابل 35,705 دولارًا للإناث. وسجل دخل الفرد الخاص بالمدينة 28,057 دولارًا. وكانت نسبة 6.2% من العائلات ونسبة 8.4% من السكان تحت خط الفقر، وكان من هؤلاء نسبة 11.3% تحت سن الثامنة عشر ونسبة 8.2% في الخامسة والستين من العمر وما فوق.

### تعداد عام 2010
بلغ عدد سكان سميرنا 51,271 نسمة بحسب تعداد عام 2010، وبلغ عدد الأسر 23,002 أسرة وعدد العائلات 12,104 عائلة مقيمة في المدينة. في حين سجلت الكثافة السكانية 1,269.7 نسمة لكل كيلومتر مربع (3,288.5/ميل2). وبلغ عدد الوحدات السكنية 25,745 وحدة بمتوسط كثافة قدره 637.6 لكل كيلومتر مربع (1,651.4/ميل2).
وتوزع التركيب العرقي للمدينة بنسبة 53.82% من البيض و31.60% من الأمريكيين الأفارقة و0.35% من الأمريكيين الأصليين و4.88% من الأمريكيين ذوي الأصول الآسيوية و0.07% من سكان جزر المحيط الهادئ و6.16% من الأعراق الأخرى و3.12% من عرقين مختلطين أو أكثر و14.91% من الهسبانيون أو اللاتينيون من أي عرق.
بلغ عدد الأسر 23,002 أسرة كانت نسبة 28.8% منها لديها أطفال تحت سن الثامنة عشر تعيش معهم، وبلغت نسبة الأزواج القاطنين مع بعضهم البعض 36.4% من أصل المجموع الكلي للأسر، ونسبة 12.4% من الأسر كان لديها معيلات من الإناث دون وجود شريك،  بينما كانت نسبة 3.9% من الأسر لديها معيلون من الذكور دون وجود شريكة وكانت نسبة 47.4% من غير العائلات. تألفت نسبة 38.3% من أصل جميع الأسر من عدة أفراد يعيشون في نفس المنزل ونسبة 5.8% كانت تتألف من شخص يعيش بمفرده يبلغ من العمر 65 عاماً أو أكثر. وبلغ متوسط حجم الأسرة المعيشية 2.22، أما متوسط حجم العائلات فبلغ 3.01.
بلغ العمر الوسطي للسكان 33.7 عاماً. وكانت نسبة 22.6% من القاطنين تحت سن الثامنة عشر، وكانت نسبة 8.1% بين الثامنة عشر والرابعة والعشرين عاماً، ونسبة 40.5% كانت واقعةً في الفئة العمرية ما بين الخامسة والعشرين والرابعة والأربعين عاماً، ونسبة 21.1% كانت ما بين الخامسة والأربعين والرابعة والستين، ونسبة 7.8% كانت ضمن فئة الخامسة والستين عاماً فما فوق. وتوزع التركيب الجنسي للسكان بنسبة 48% ذكور و52% إناث.

## أعلام
- جوليا روبرتس
- باتريشيا ستيفنز ديو
- دي كلارك
- كايل فولر
- زاك ويلر

## وصلات خارجية
- www.smyrnacity.com
- Cities & Counties - Georgia.gov